# Château du Coudray-Salbart
Le château du Coudray-Salbart est un ancien château fort, du XIIIe siècle, dont les vestiges se dressent sur la commune française d'Échiré dans le département des Deux-Sèvres en région Nouvelle-Aquitaine.
Les vestiges du château font l'objet d'une protection partielle au titre des monuments historiques.

## Localisation
Les vestiges du château du Coudray-Salbart se dressent, au bord de la Sèvre Niortaise, à 2 kilomètres au nord-nord-ouest de l'église Notre-Dame d'Échiré, dans le département français des Deux-Sèvres.

## Historique
Le château du Coudray-Salbart a été édifié par les seigneurs de Parthenay alliés du roi d'Angleterre Jean sans Terre au XIIIe siècle. Il fut un poste avancé des souverains anglais, jusqu'en 1228 date de l'annexion du Poitou à la couronne de France.
Artus Brécart (av. 1415-1480), écuyer du duc de Bretagne Arthur III dont il épousa une fille légitimée, Jacquette de Bretagne, connétable de Rennes et capitaine de Mervent, de Saint-Aubin-du-Cormier, fut capitaine du Coudray-Salbart.
Mais le château perd de son intérêt stratégique et déjà la Prisée de 1460 (document administratif décrivant scrupuleusement l'état du château au XVe siècle) atteste d'un château ruiné.
Le château a fait l'objet d'une cristallisation par les bénévoles des Amis du château du Coudray-Salbart associés à l'association Union Rempart de 1978 à 2002. De 1978 à 2001 l'association a organisé des chantiers bénévoles (Européens), avec pour but la conservation du bâti. Durant cette période, des chantiers organisés par les monuments historiques (1991-1994) ont permis la restauration de la cheminée et un escalier de la tour de Bois Berthier, un escalier et divers éléments dans la tour Double.
Depuis l'année 2000, c'est la communauté d'agglomération du Niortais qui en est propriétaire et qui en a confié la gestion culturelle et touristique aux Amis du Coudray-Salbart. Depuis 2005, les bénévoles ont été remplacés (concernant les travaux de restauration) par des équipes de professionnels ce qui valide le travail de ceux-ci et ouvre une nouvelle vie au château. Cependant l'Association des Amis de Coudray-Salbart œuvre toujours à l'animation des lieux (visites guidées, animations spécifiques, etc.)
Chronologie des travaux de conservations
- 2005 - 2007 : la tour du Portal et le front est sont désormais cristallisé. Les découvertes architecturale.
- 2008 - 2009 : la grosse tour est désormais restaurée et cristallisée.
- 2011 - 2012 : travaux de restauration de la tour du Bois Berthier.
- 2014 : début des travaux de restauration de la tour du Moulin.

## Description
L'architecture du château qui n'a jamais été remaniée, présente notamment de belles tours à éperon en amande. La porte d’accès à la forteresse s'ouvre dans une tour ronde, formule qui n'a eu qu'un développement limité dans l'ouest et le nord de la France. Une galerie voûtée en berceau d'une largeur variant de 1 à 1,30 m se développe sur la totalité des murailles. Des assommoirs y sont ménagés afin d'empêcher la progression des assaillants.
Dans la basse-cour on trouve notamment un four.

## Protection
Les ruines du château ainsi que le terrain qu'elles occupent sont classés par arrêté du 24 novembre 1952.
Le sol sur lequel les ruines s'élèvent est classé par arrêté du 31 mai 1954.

Vues en mai 2010
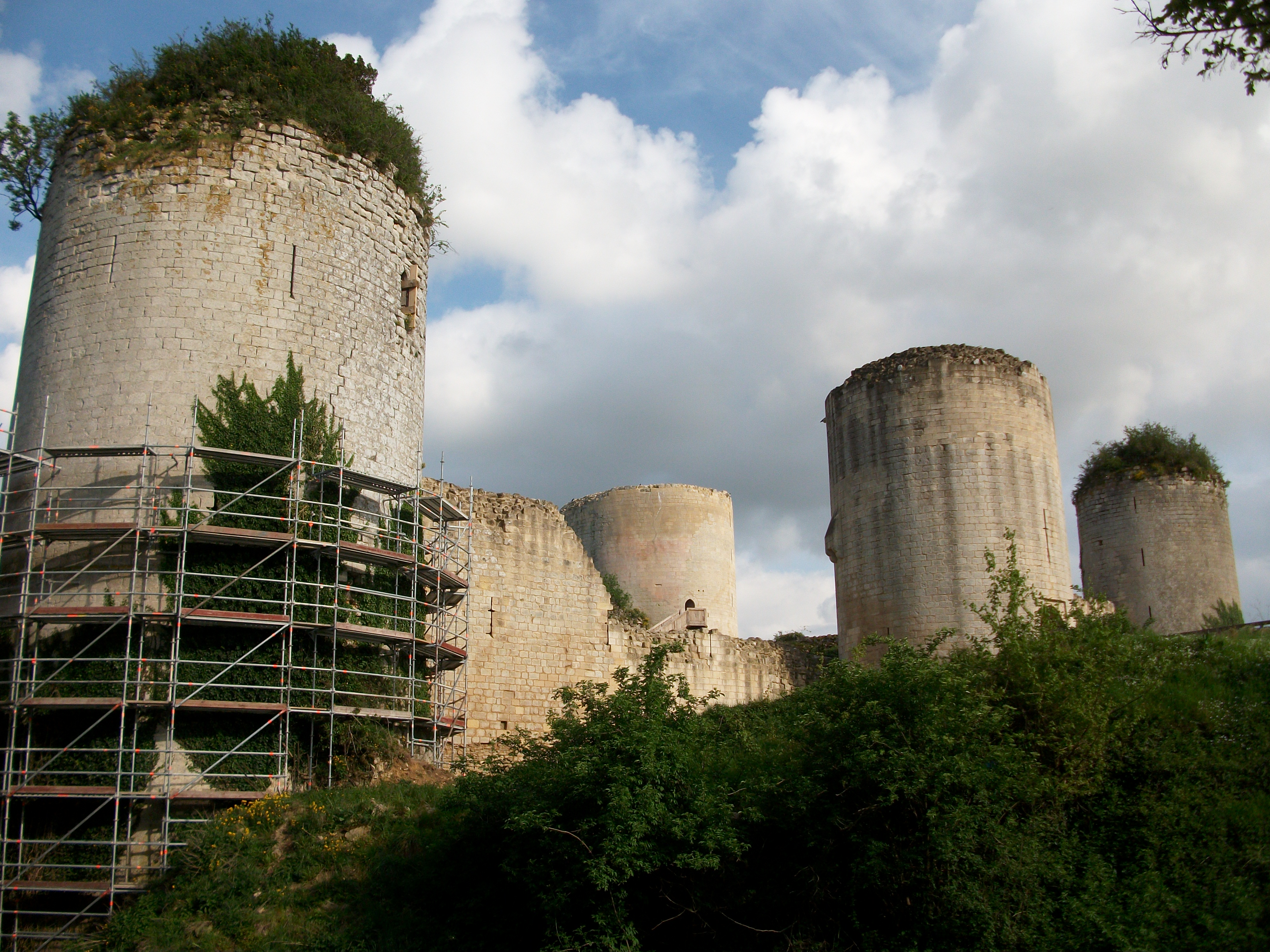
Travaux.
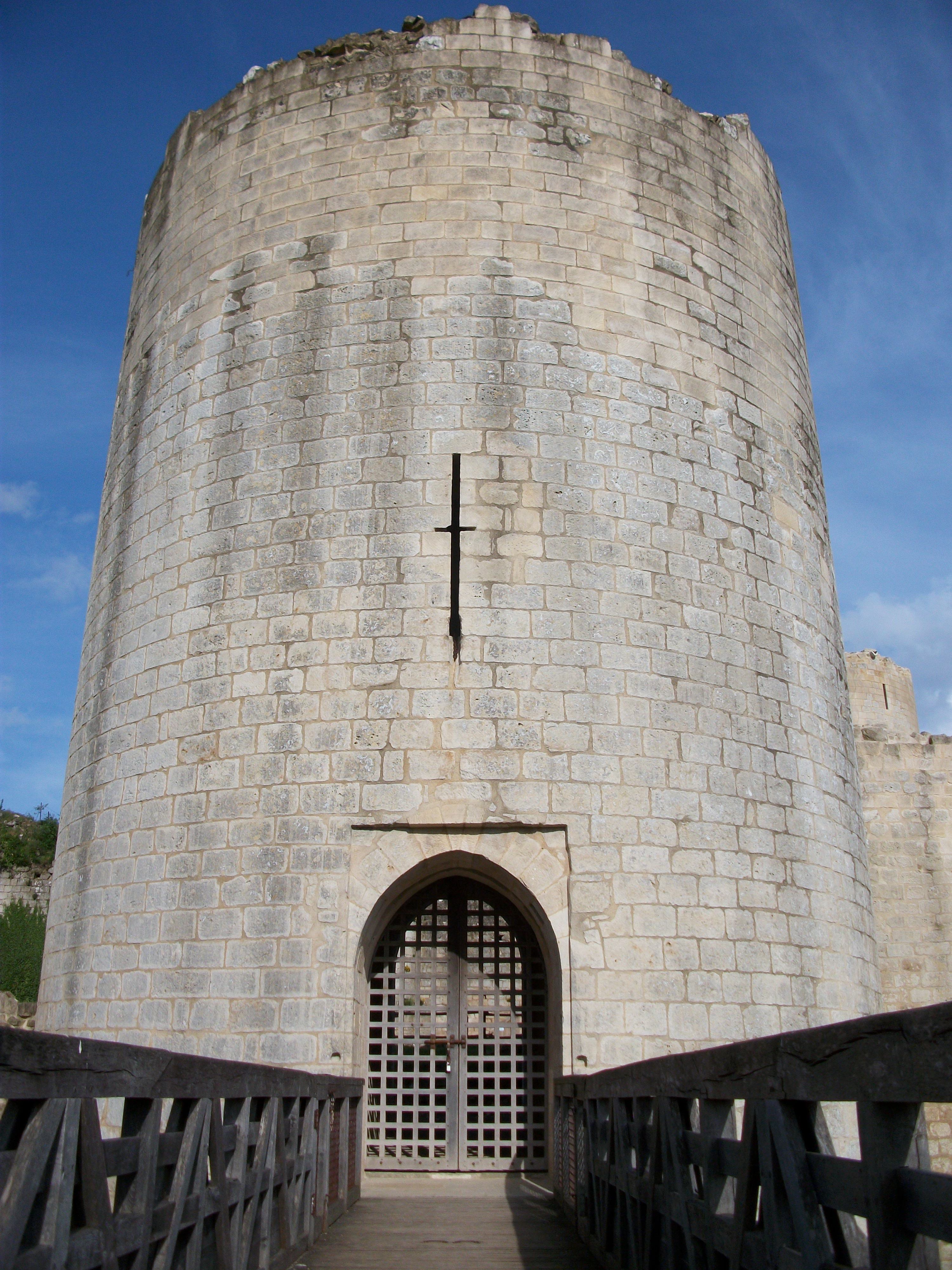
Entrée.
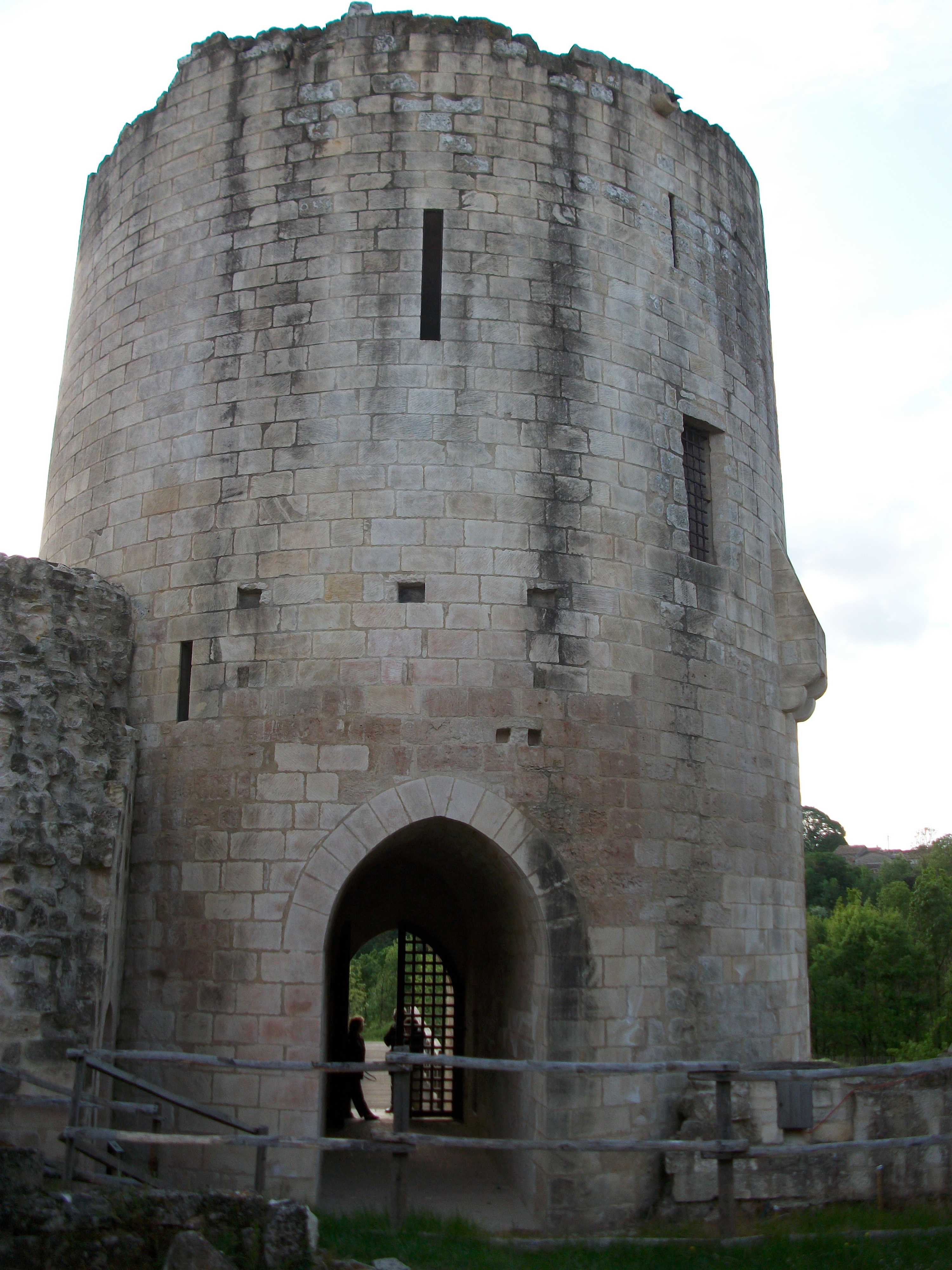
Tour d'entrée.
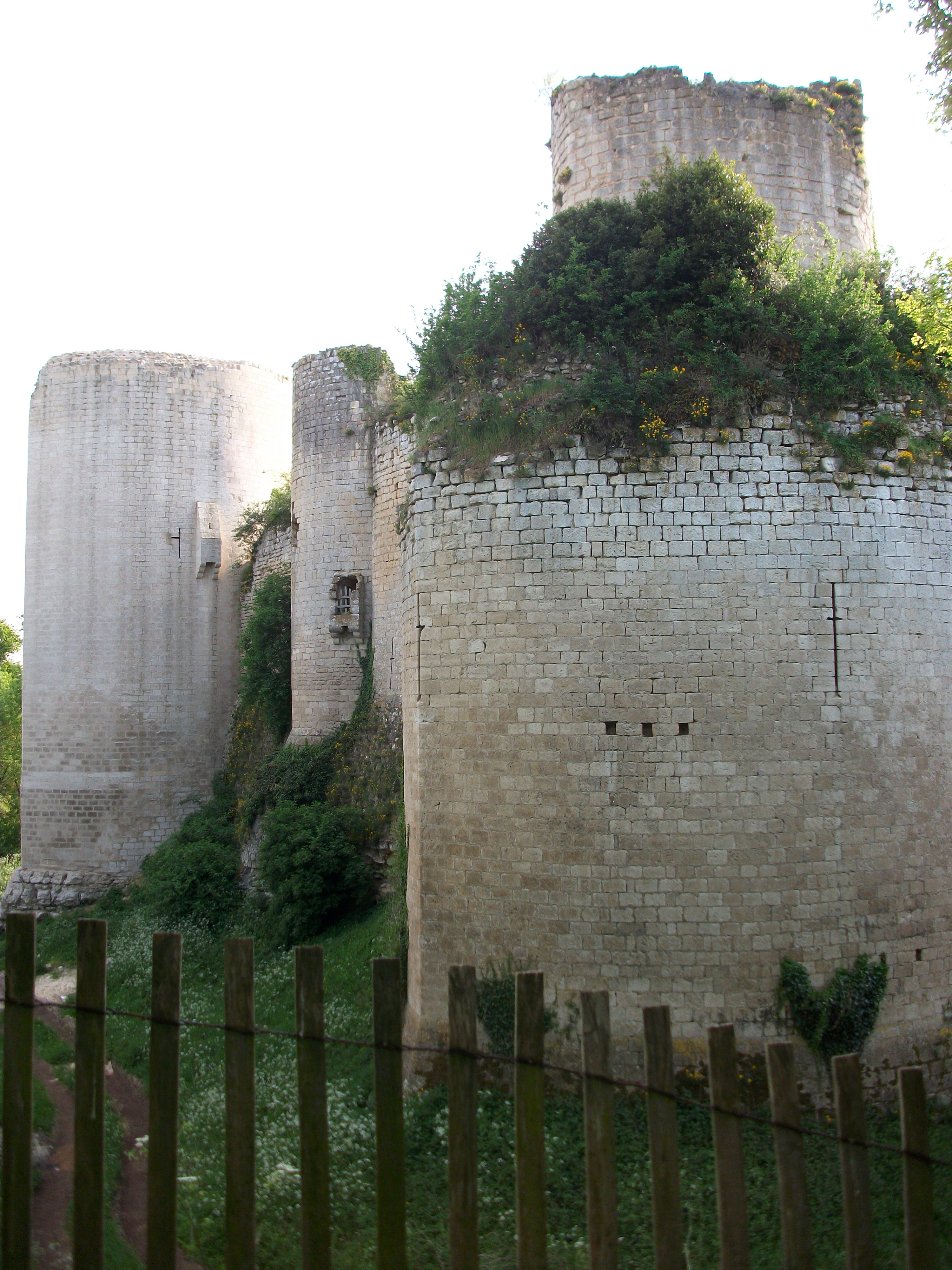
Vue nord-est.
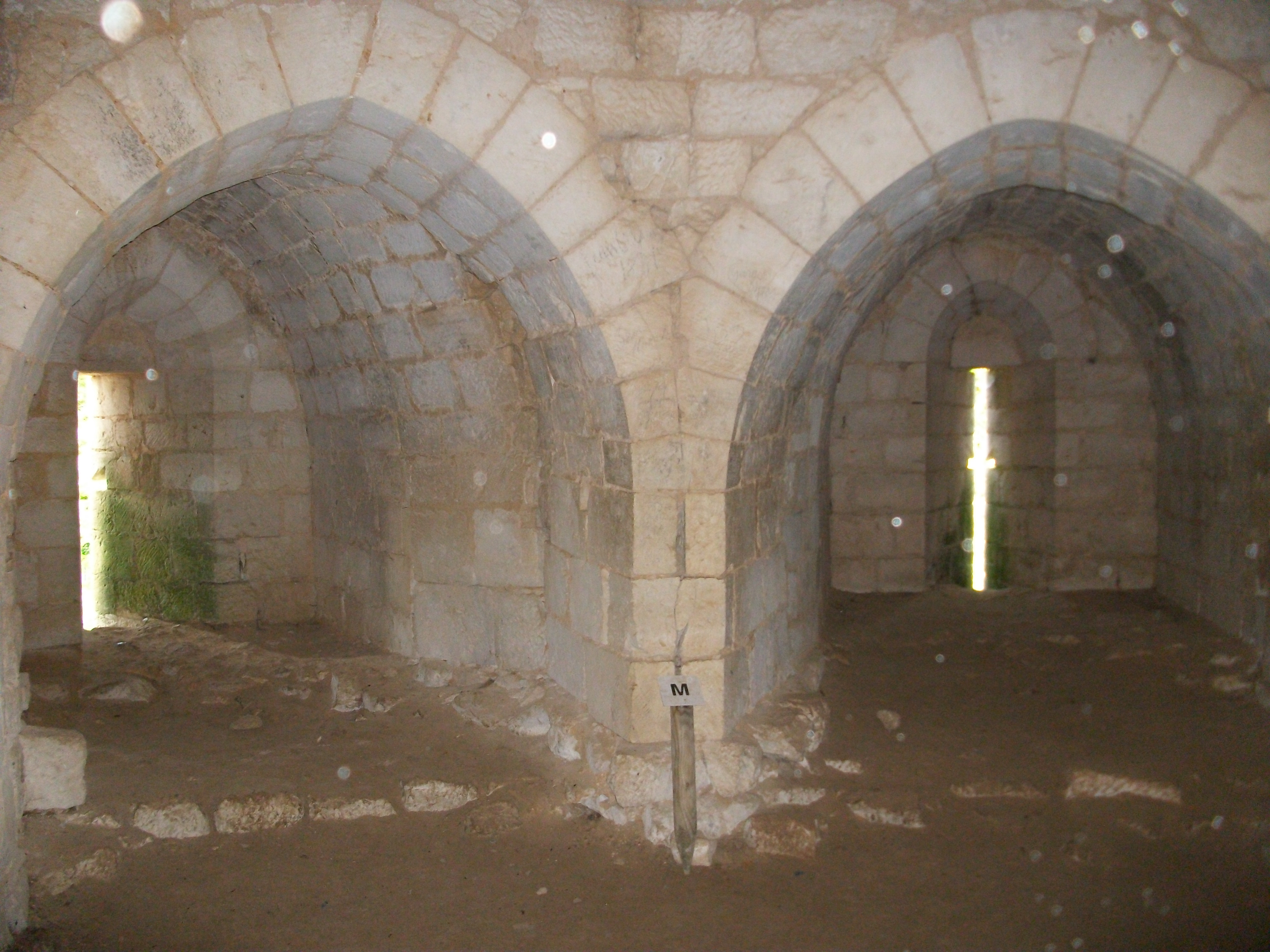
Meurtrières.
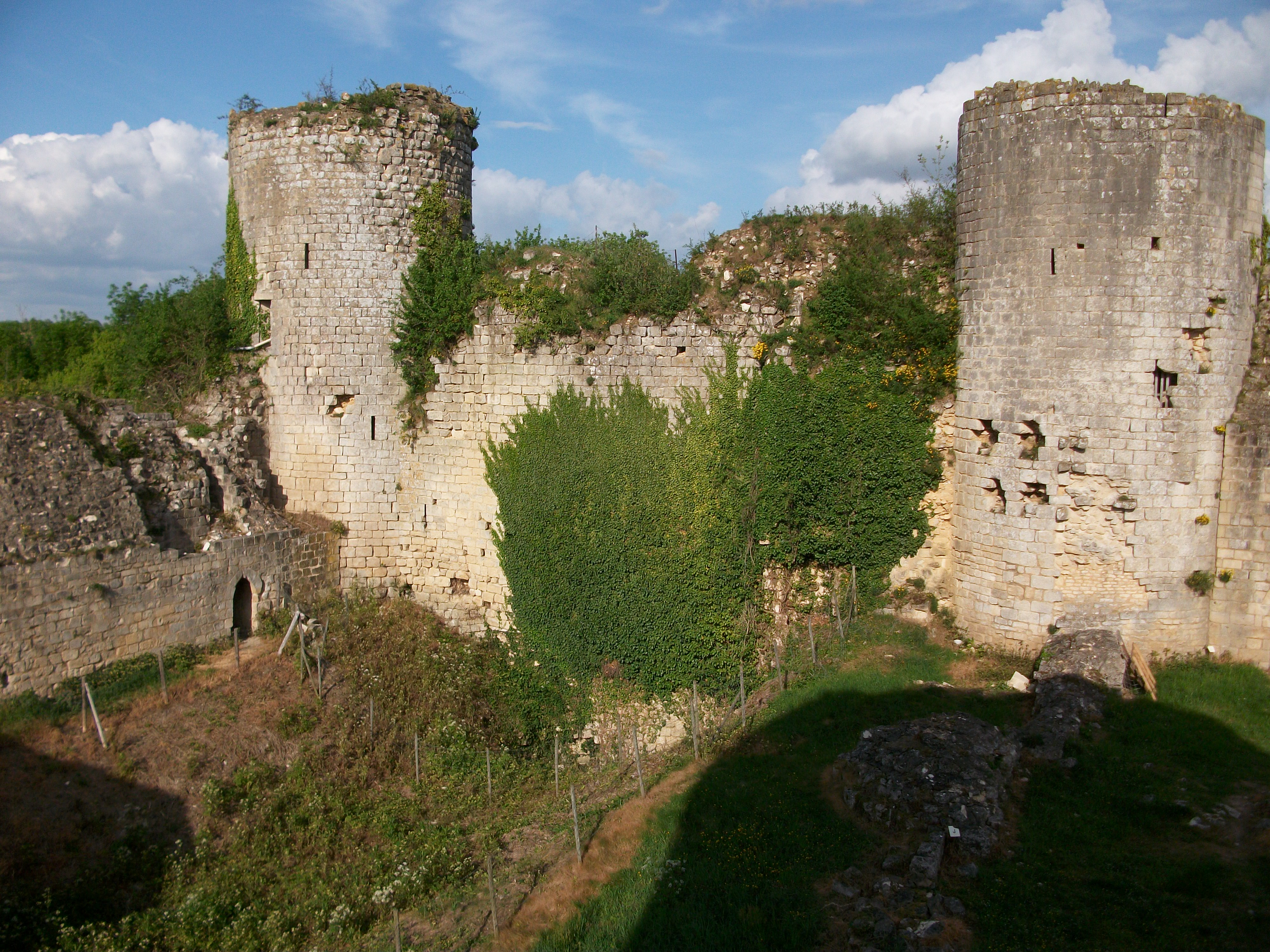
Cour intérieure.
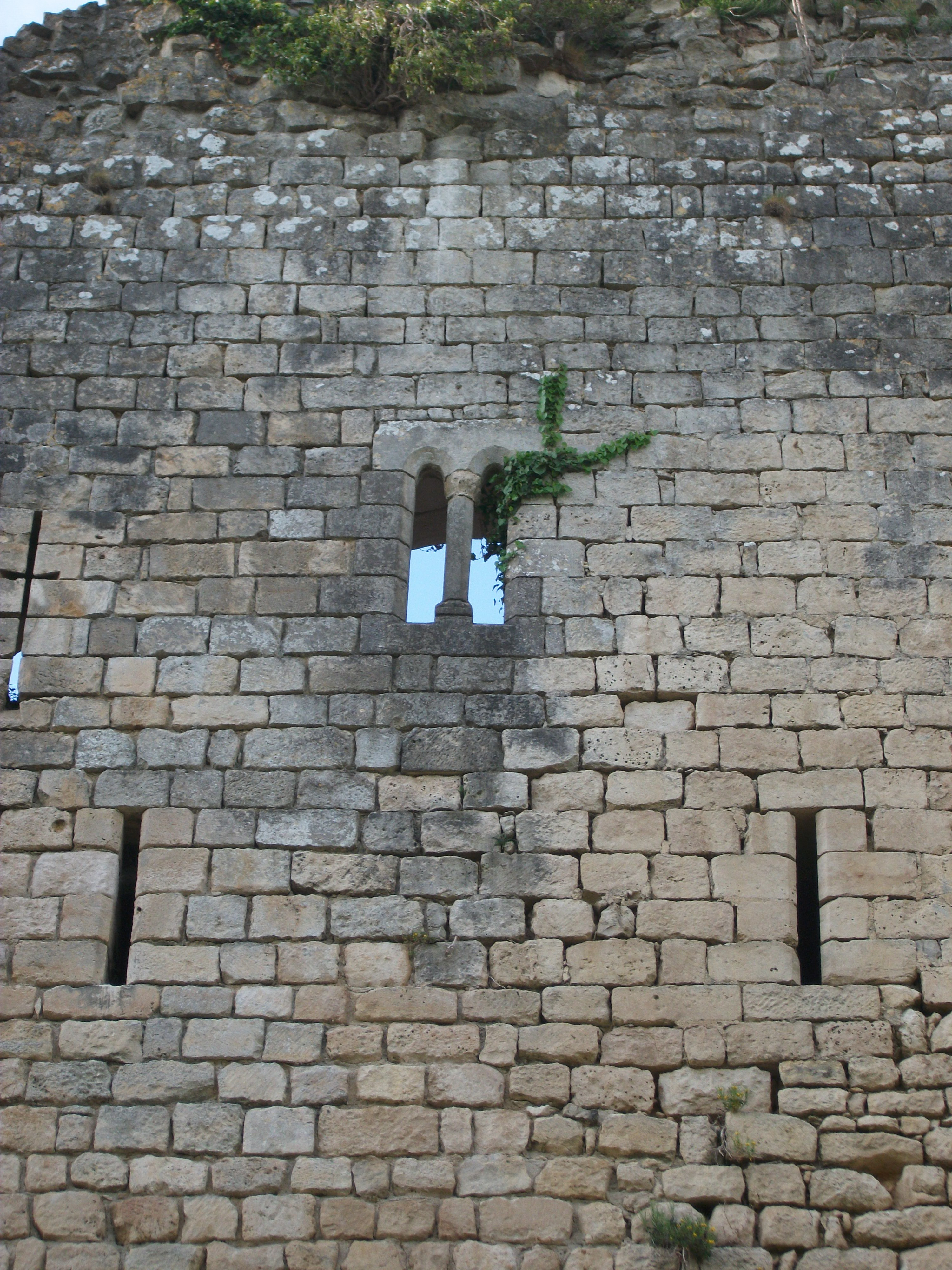
Détail de mur.
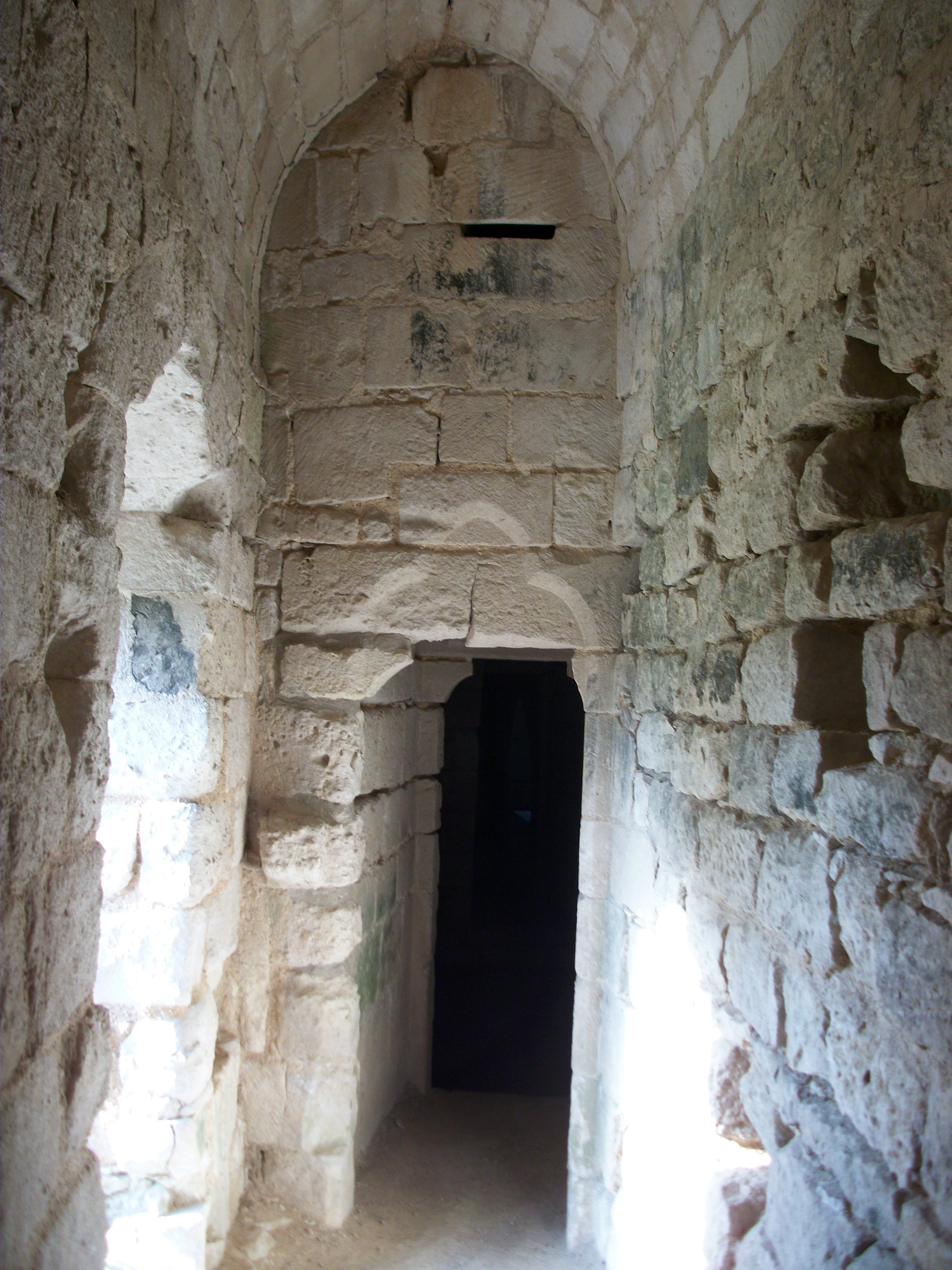
Couloir.
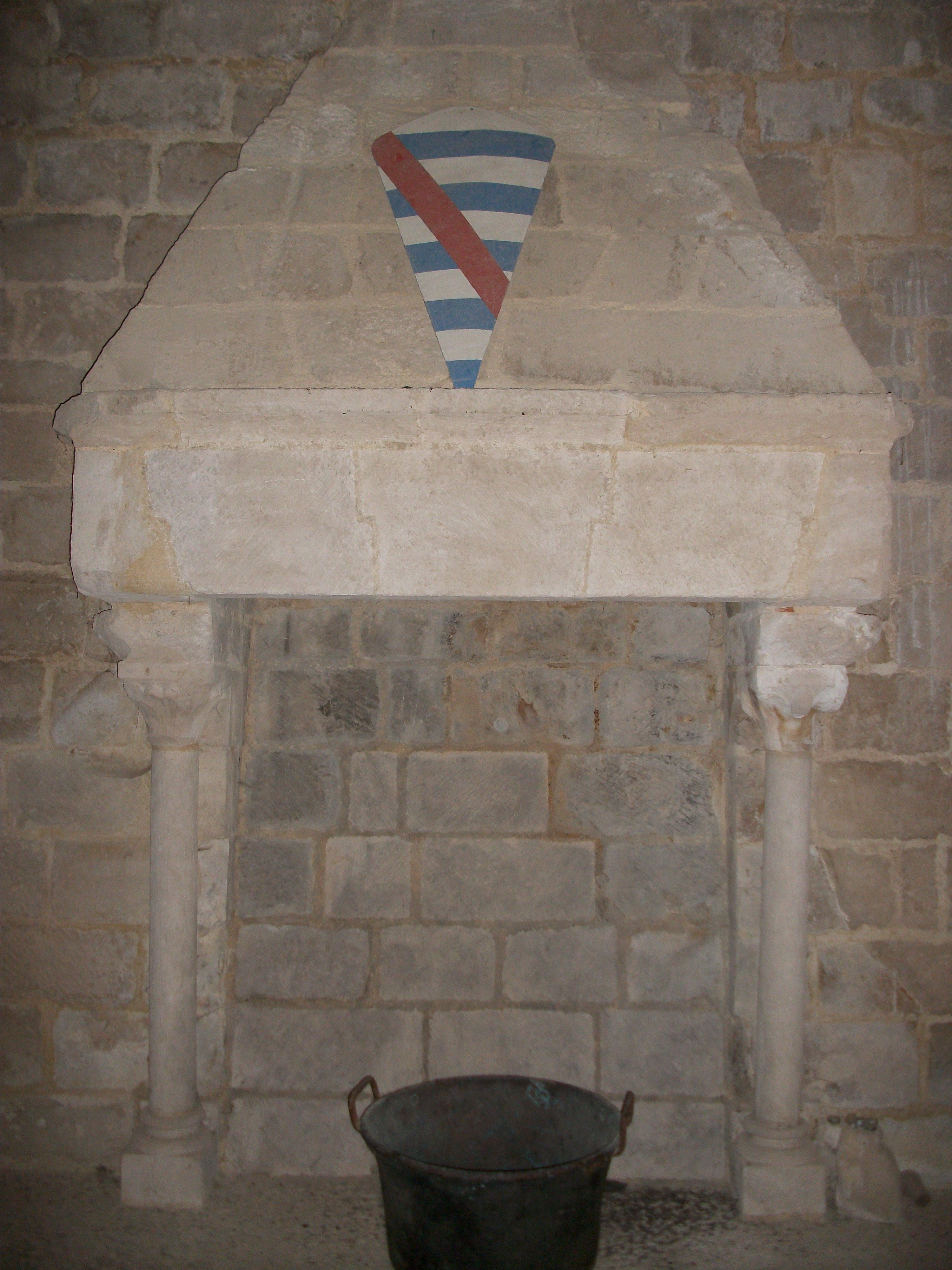
Une cheminée.
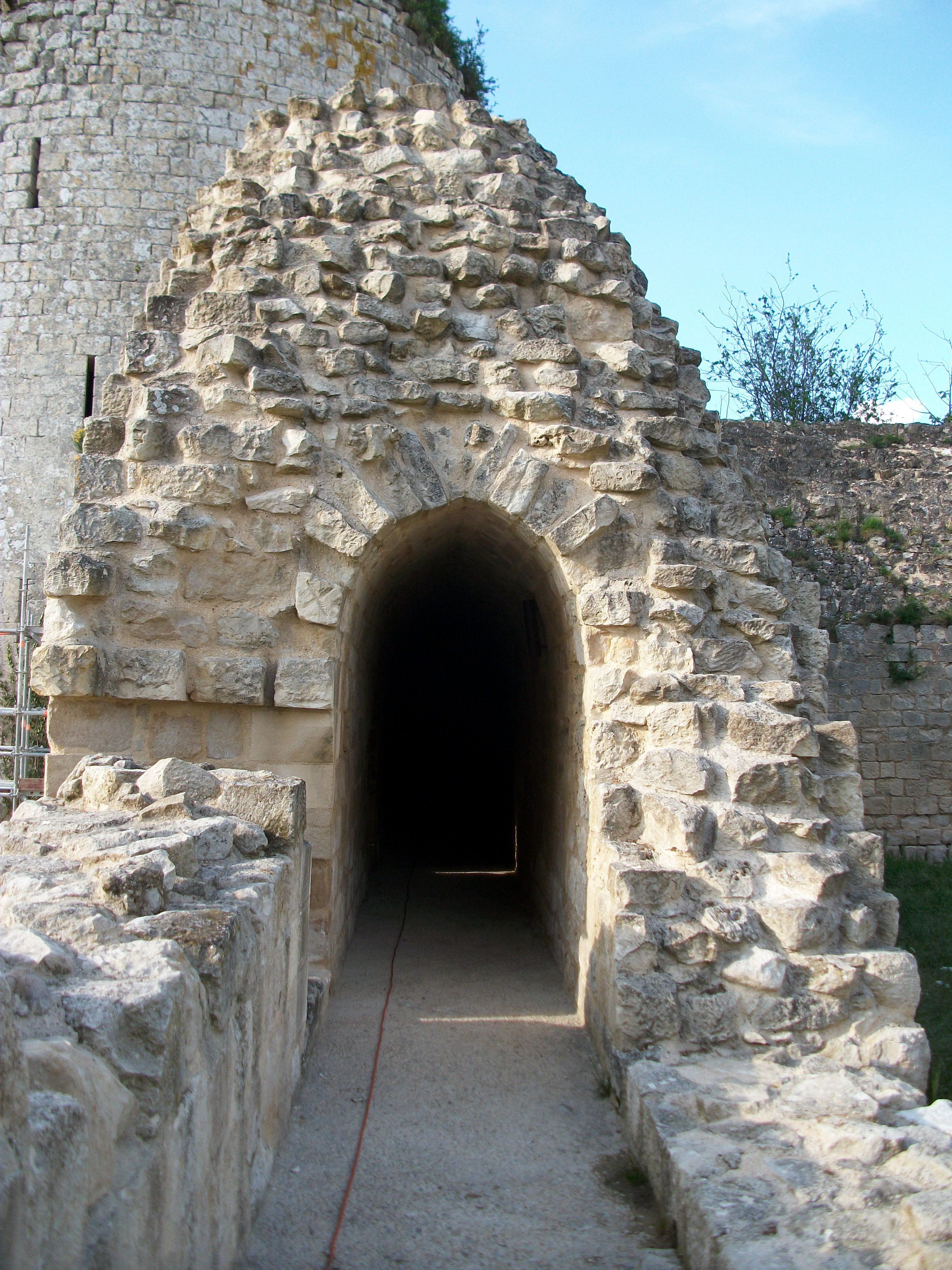
Chemin de ronde.

Autres prises de vues
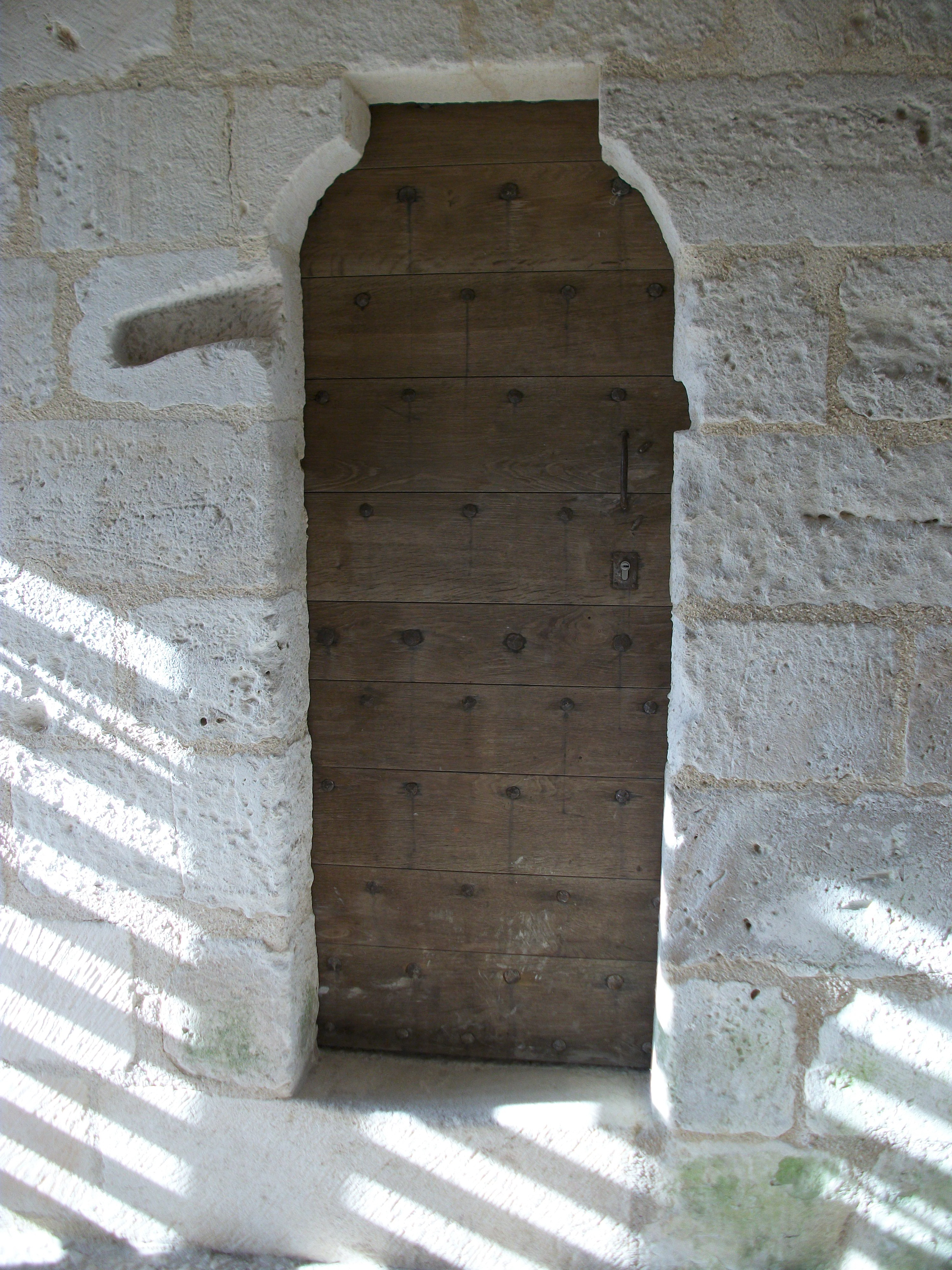
Détail de porte.
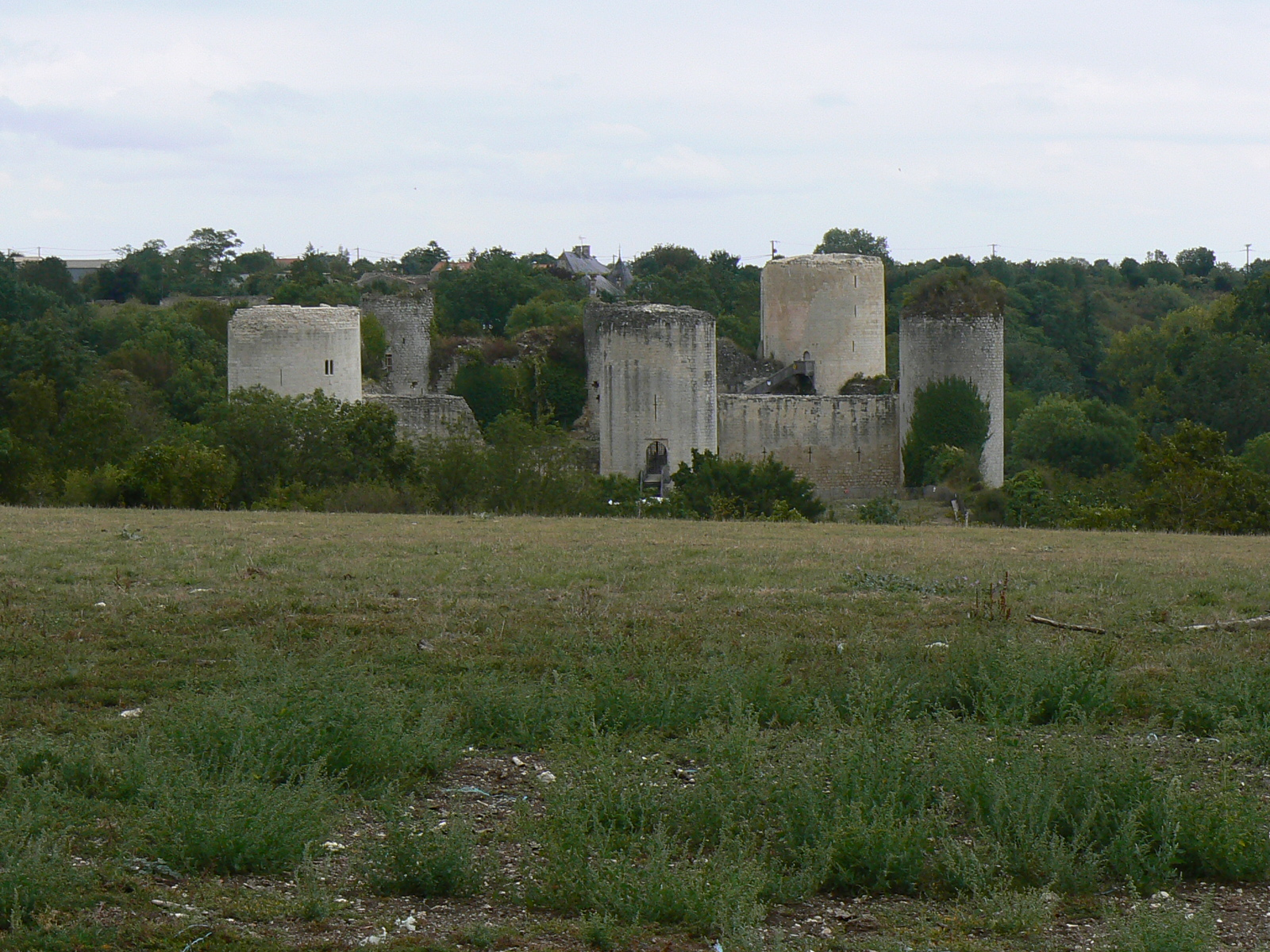
Vue générale sud, septembre 2012.
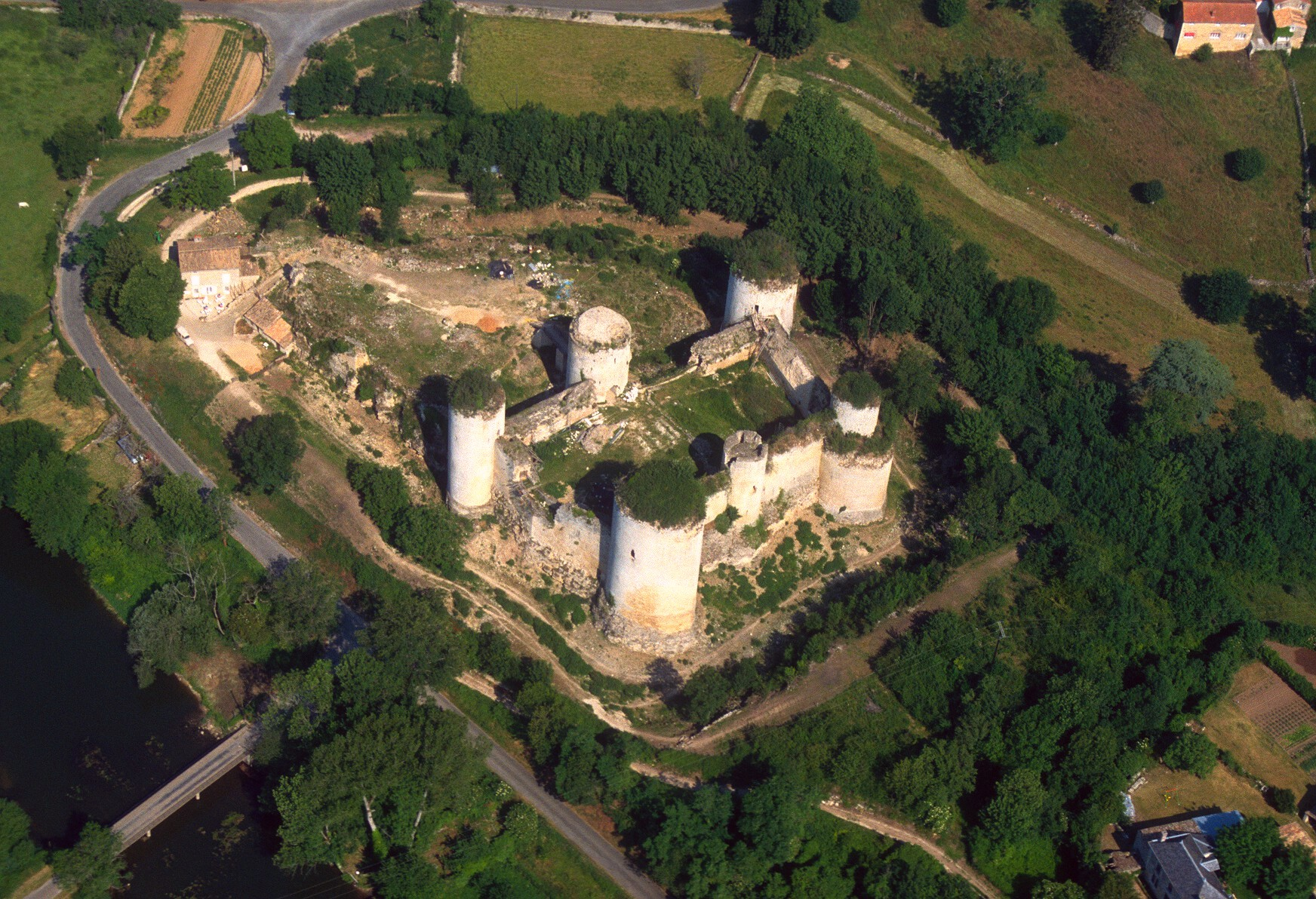
Vue aérienne, vers 1990.
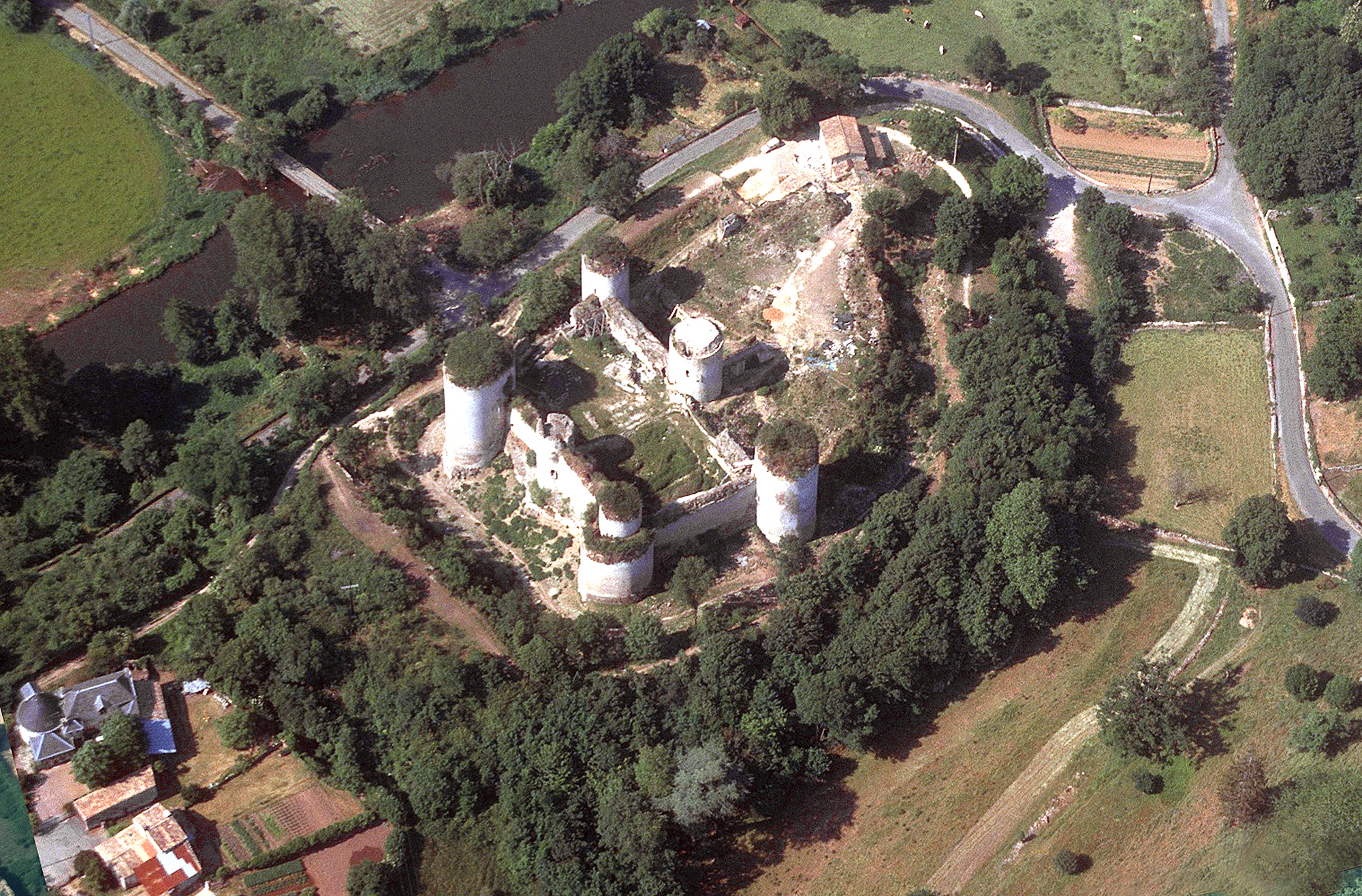
Vue aérienne, octobre 2017.
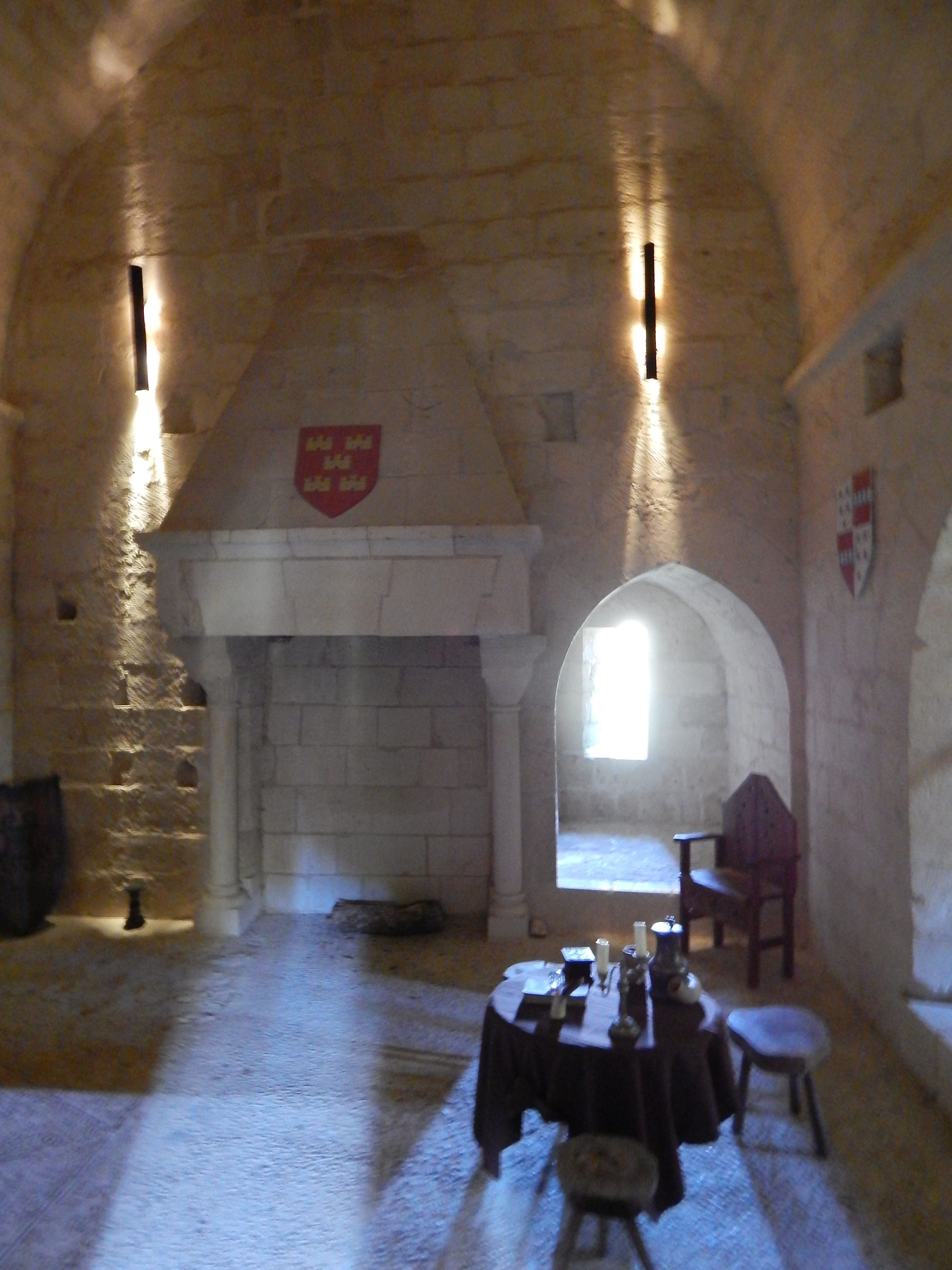
Intérieur nord du château, septembre 2018.
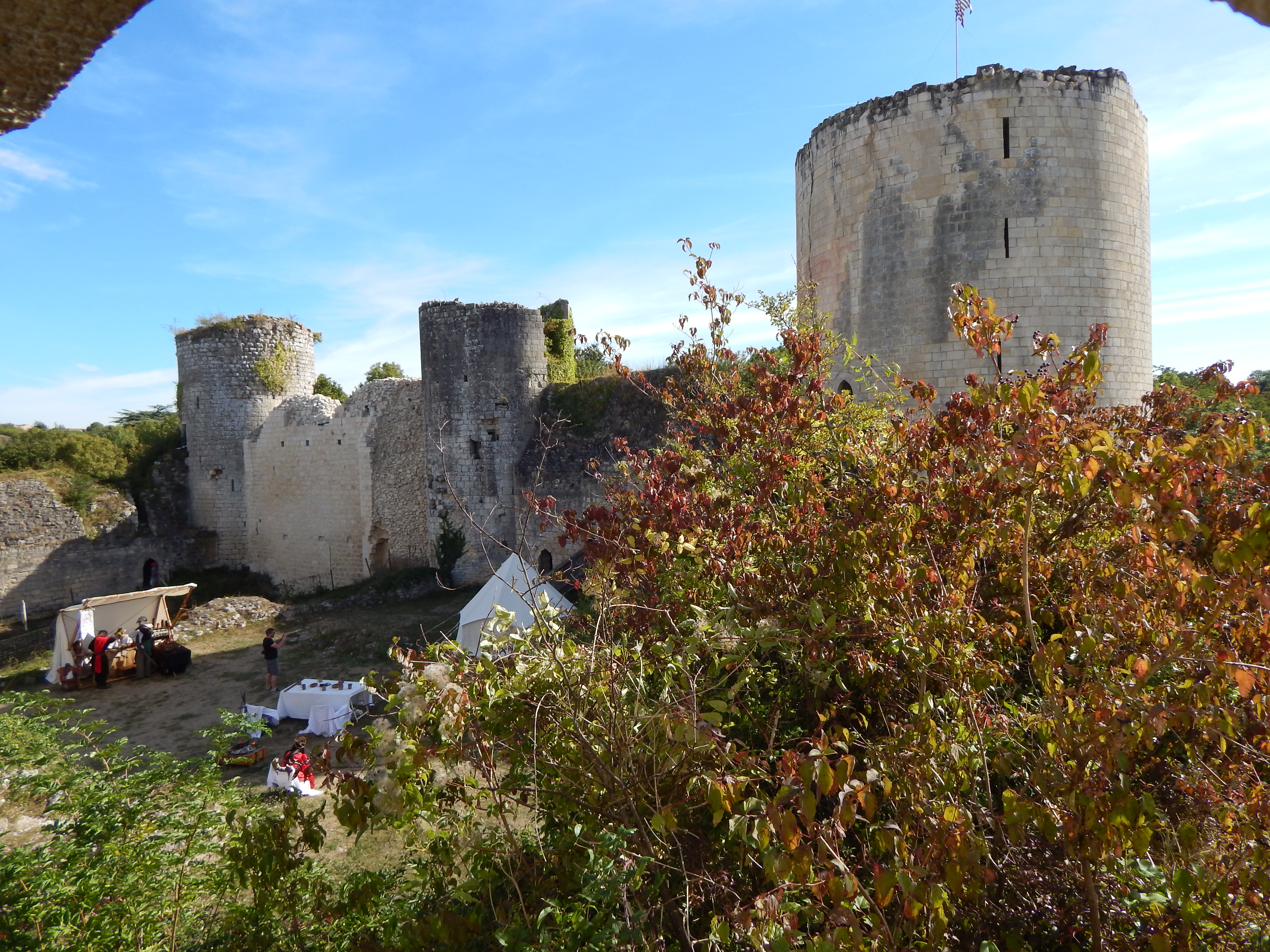
Façade nord, septembre 2018.